# Berliner Ensemble
Berliner Ensemble je německá divadelní společnost, kterou v roce 1949 založili herečka Helene Weigelová a její manžel, dramatik Bertolt Brecht, v tehdejším Východním Berlíně. Společnost původně působila v Deutsches Theater Wolfganga Langhoffa a působila též jako zájezdní, v roce 1954 se přestěhovala do vlastní divadelní budovy Theater am Schiffbauerdamm, kde sídlí dosud. Společnost se proslavila inscenacemi Brechtových her a dlouhými a důkladnými zkouškami. Po Brechtově smrti v roce 1956 pokračovala ve vedení souboru Weigelová až do své smrti v roce 1971. Poté se vedení souboru měnilo a s ním i repertoár a styl divadla. Berliner Ensemble je považován za jednu z nejvýznamnějších a nejvlivnějších divadelních společností v Německu i na světě. Soubor získal mnoho ocenění, včetně Ceny Theatertreffen, Ceny Friedricha Luhra a Ceny Konrada Wolfa. Soubor také ovlivnil mnoho dalších divadelníků, jako jsou Peter Brook, Peter Stein, Robert Wilson a Heiner Müller. V roce 2019 bylo oznámeno, že k budově Theater am Schiffbauerdamm bude přistavěna přístavba, která divadlu poskytne druhé jeviště. K hudebním ředitelům divadla patřili v minulosti významní skladatelé jako Kurt Weill, Hanns Eisler nebo Paul Dessau. Ke známým hercům patřili Ernst Busch nebo Erwin Geschonneck. V roce 1993 byla divadelní společnost privatizována.